# Корецкий, Михаил Макарович
Михаил Макарович Корецкий (1905 — 1984) — сотрудник советских органов государственной безопасности, полковник.

## Биография
Михаил Макарович Корецкий родился в 1905 году в селе Атюша (ныне — Коропский район Черниговской области Украины). В 1921 году окончил высше-начальное училище в городе Свободный Амурской губернии, в 1925 году — совпартшколу во Владивостоке. Трудовую деятельность начинал плотником по найму, затем делопроизводителем. В 1926—1927 годах заведовал общим отделом Николаевского-на-Амуре окружкома ВКП(б). В 1927—1929 годах проходил срочную службу в Рабоче-Крестьянской Красной Армии.
В ноябре 1929 года Корецкий поступил на службу в органы ОГПУ СССР, был оперативным работником в различных территориальных подразделениях ОГПУ-НКВД на Дальнем Востоке. С ноября 1937 года служил в центральном аппарате НКВД СССР в качестве старшего оперуполномоченного, заместителя начальника 11-го отделения 3-го отдела, начальника части ОДК 3-го отдела ГУГБ НКВД СССР. В период существования первого Народного комиссариата государственной безопасности СССР возглавлял 7-й отдел 2-го (контрразведывательного) управления НКГБ СССР, занимавшийся охраной дипломатического корпуса.
В дальнейшем Корецкий продолжал руководить отделами в системах НКВД и НКГБ-МГБ СССР, занимавшимися охраной дипломатического корпуса и слежкой за иностранными посольствами. В ноябре 1951 года он был направлен на работу в Тульскую область на должность заместителя начальника местного Управления МГБ, а в мае 1953 года переведён в Ростов-на-Дону на должность начальника отдела Управления МВД Ростовской области. В декабре 1953 года в звании полковника Корецкий был уволен по болезни. Проживал в Туле, Феодосии, а с 1979 года — в Симферополе. Умер в мае 1984 года.
Заслуженный работник НКВД СССР. Был также награждён двумя орденами Красного Знамени, орденом Отечественной войны 1-й степени, двумя орденами Красной Звезды и медалями.